# Saccharum beccarii
Saccharum beccarii là một loài thực vật có hoa trong họ Hòa thảo. Loài này được (Stapf) Cope miêu tả khoa học đầu tiên năm 1980.